# تنوت أماني
تنوت أماني بالأشورية أو تنوت أمون بالمصرية أو بالاغريقية Tementhes ، كلها أسماء للملك النوبي تنوت أماني ملك كوش وفرعون مصر واخر ملوك الأسرة الخامسة والعشرين. وكان اسمه الملكي هو (با-كا- رع) ويعني روح رع المجيد."
حكم البلاد ما بين 664 حتى 657 ق.م.
هو ابن الملك شباكا وابن أخت الملك طهارقة  وخليفته على العرش، في حين ذكرت بعض النصوص أنه ابن الملك شبتكو وكذلك فسر بعض علماء المصريات النصوص علي هذا النحو ، إلا أن الأشوريون دونوا اسمه على أنه ابن الفرعون شباكا. والملكة كلهاتا اخت الفرعون طهارقة.

## التاريخ العسكري
في عام 664 ق.م وبعد رحيل الأشوريين عن مصر وتنصيبهم للفرعون نخاو الأول أول ملوك الأسرة السادسة والعشرون سير الملك تنوت أمون جيوشه غازياً مصر كلها حتى منف منتقماً من الأشوريون . وقتلت الحملة الفرعون نخاو الأول بتهمة التحالف مع الأشوريين . كرد فعل لذلك عادت جيوش الأشوريون إلى مصر مرة اخري ، ونجحت في دفع الكوشيين إلى الجنوب حتي طيبة. وأستمر حكم النوبيين على طيبة ثمانية أعوام اخرى حتى قامت القوات البحرية التابعة للفرعون إبسماتيك الأول باسترداد طيبة من النوبيين، وانتهت بذلك سيطرة كوش علي مصر .
ومنذ ذلك التاريخ حتى وفاته في عام 653 ق.م حكم الملك تنوت أماني مملكة كوش فقط من كرمة ودفن في المقابر الملكية في مدينة الكرو التاريخية في الهرم رقم 16 وخلفه علي عرش مملكة كوش الملك اتلانيرسا ابن الملك طهارقة. وقد اكتشف العالم تشارلز بونيه تمثال الملك تنوت أماني في كرمة عام 2003 م.